# Yoshimi Ueda
Yoshimi Ueda (植田義巳?, Ueda Yoshimi; Tokyo, 28 giugno 1906 – Tokyo, 9 novembre 1996) è stato un dirigente sportivo giapponese, membro del FIBA Hall of Fame dal 2007 in qualità di contributore.

## Carriera
Dal 1954 al 1969 ha ricoperto l'incarico di direttore delle relazioni internazionali della Federazione cestistica del Giappone. Membro del Comitato Olimpico Giapponese a partire dal 1959, nel 1960 fu uno dei fondatori della Asian Basketball Confederation, oggi nota come FIBA Asia. Ha fatto parte del FIBA Central Board dal 1959 al 1989.